# Локна
Локна — река в России, протекает в Плавском районе Тульской области. Левый приток Плавы.
Река Локна берёт начало около станции Горбачёво. Течёт на северо-запад, у хутора Хорошее Полево поворачивает на северо-восток. Впадает в Плаву на западной окраине города Плавска. Устье реки находится в 40 км по левому берегу реки Плавы. Длина реки составляет 21 км.

## Данные водного реестра
По данным государственного водного реестра России относится к Окскому бассейновому округу, водохозяйственный участок реки — Упа от истока и до устья, речной подбассейн реки — Бассейны притоков Оки до впадения Мокши. Речной бассейн реки — Ока.
Код объекта в государственном водном реестре — 09010100312110000019397.